# Mario Sanzullo
Mario Sanzullo (Massa di Somma, 5 giugno 1993) campione d'Europa nella 25 km maschili e vincitore di una medaglia d'argento ai Campionati mondiali di nuoto 2017 nella 5 km maschili.

## Biografia
Agli europei di fondo di Piombino 2012, si è classificato 15º nella 10 km.
Ai mondiali di Barcellona 2013, si piazzò 43º nella 10 km.
Agli europei di Berlino 2014 ottenne il 5º posto nella 25 km.
Vinse la medaglia di bronzo alle Universiadi di Gwangju 2015 nella 10 km, preceduto sul podio dal russo Anton Evsikov e dal connazionale di Matteo Furlan.
Ai mondiali di Budapest 2017, vinse l'argento nella 5 km, terminando alle spalle del francese Marc-Antoine Olivier, e quella di bronzo nella 5 km a squadre, con Rachele Bruni, Giulia Gabbrielleschi e Federico Vanelli.
Agli europei di Glasgow 2018 ottenne l'8º piazzamento nella 10 km e il 5º nella 5 km a squadre, assieme a Martina De Memme, Matteo Furlan e Giulia Gabbrielleschi.
Ai mondiali di Parigi 2019 si classificò 9º nella 10 km.
Agli europei di Budapest 2020, differiti al maggio 2021 a causa dell'emergenza sanitaria, determinata dalla pandemia di COVID-19, terminò al 6º posto nella 10 km, a 4 secondi dal podio.
Rappresentò l'Italia ai Giochi olimpici di Tokyo 2020, dove si classificò 14º nella 10 km.
Si è laureato campione continentale agli europei di Roma, svoltisi al Lido di Ostia nell'agosto 2022, nella 25 km maschile. L'annuncio della vittoria venne reso noto il 25 novembre 2022 quando la LEN revisionò i risultati di alcune gare di nuoto di fondo tra cui la 25 km. La gara infatta era stata interrotta a causa delle condizioni accerse del mare, dopo quasi quattro ore di gara e oltre 17 km percorsi dagli atleti e, nonostante il regolamento prevedesse per il caso di interruzione dopo la metà dei km percorso (12,5 km), l'assegnazione di medaglie stilando l'ordine d'arrivo nel momento dell'interruzione, il Comitato tecnico LEN Open Water originariamente decise comunque di annullare la classifica per entrambe le gare, maschile e femminile, poiché i Chief Referees (giudici di gara) non riuscirono ad avere una visione delle classifiche finali di entrambe le gare.

## Palmarès
- Mondiali

Budapest 2017: argento nella 5 km e bronzo nella 5 km a squadre.
- Europei

Roma 2022: oro nella 25 km.
- Universiadi

Gwangju 2015: bronzo nella 10 km.
- Vincitore della Coppa LEN nel 2023.